# Cis (Trentino)
Cis (deutsch veraltet: Tscheiss) ist eine italienische Gemeinde (comune) des Trentino in der autonomen Region Trentino-Südtirol mit 292 Einwohnern (Stand am 31. Dezember 2023). Die Gemeinde liegt etwa 37,5 Kilometer nordnordwestlich von Trient am Noce und Barnes im Nonstal am Rand zum Sulztal und gehört zur Talgemeinschaft Comunità della Val di Non.

## Verkehr
Von der Strada Statale 42 del Tonale e della Mendola von Treviglio nach Bozen geht hier am Ponte di Mostizzolo die Strada Statale 43 della Val di Non nach San Michele all’Adige ab. In der Ortschaft Mostizzolo befindet sich auch die Bahnstation der Schmalspurstrecke von Trient nach Mezzana.